# Tamfula
Tamfula (nep. ताम्फुला) – gaun wikas samiti we wschodniej części Nepalu w strefie Kośi w dystrykcie Terhathum. Według nepalskiego spisu powszechnego z 2001 roku liczył on 420 gospodarstw domowych i 2289 mieszkańców (1219 kobiet i 1070 mężczyzn).